# Pensieri notturni
Pensieri notturni o Il lamento (in inglese The Complaint o Night Thoughts on Life, Death and Immortality, "Pensieri notturni sulla vita, la morte e l'immortalità"), a volte indicata con il primo titolo della traduzione italiana, Le Notti o Delle notti, è un'opera di Edward Young, uno degli autori appartenenti al preromanticismo europeo. La prima versione fu pubblicata nel 1742, e nel 1745 fu pubblicata una seconda edizione comprendente altri due "pensieri", l'ottavo e il nono.
L'opera contiene varie riflessioni sulla morte scritte in versi e che favoriscono alla creazione di quell'atmosfera cupa, tenebrosa e malinconica tipica della corrente letteraria alla quale il poeta britannico appartiene, iniziando la cosiddetta scuola cimiteriale che proseguirà con Thomas Gray e molti altri.